# موتور إبراهيم بيكاري (بمبور الغربي)
موتور إبراهیم بیکاري (بالإنجليزية: Mowtowr-e Ebrahim Pikary)‏ هي منطقة سكنية تقع في إيران في سيستان وبلوتشستان. يقدر عدد سكانها بـ 9 نسمة .